# اوزوم‌لو (قاخ)
اوزوم‌لو (به لاتین: Üzümlü یا اوزوم‌لوکند Üzümlükənd، به آواری: ЦIолбокь) یک منطقه مسکونی در جمهوری آذربایجان است که در شهرستان قاخ واقع شده است. اوزوم‌لو ۶۴ نفر جمعیت دارد. مردم آن از قوم ساخور هستند.